# Paweł Skrzypek
Paweł Skrzypek (ur. 23 sierpnia 1971 w Makowie Podhalańskim) – polski piłkarz, obrońca; reprezentant Polski.

## Przebieg kariery piłkarskiej
Jest wychowankiem Płomienia Jerzmanowice, z którego przeszedł do klubu CKS Czeladź, by występować tam do końca rundy jesiennej sezonu 1994/95. Następnie grał w I lidze w barwach Rakowa, Legii, Pogoni i Amiki. Rozegrał łącznie 247 spotkań i strzelił 10 goli. Wraz z Legią zdobył puchar i superpuchar Polski, a z Pogonią wicemistrzostwo Polski. Od grudnia 2006 do lipca 2007 roku był grającym trenerem Floty Świnoujście.
Przed sezonem 2007/2008 po raz drugi w karierze został piłkarzem Pogoni Szczecin, grającej w IV lidze. Wiosną 2008 został także grającym asystentem trenera Mariusza Kurasa. Od września 2009 jest grającym trenerem-koordynatorem w Drawie Drawsko Pomorskie.
Rozegrał 10 meczów w reprezentacji Polski.

### Piłka nożna plażowa
Paweł Skrzypek występował także w rozgrywkach beach soccera w latach 2009-2010. W pierwszym roku występował w Unity Line Szczecin, w drugim KS Piórkowscy Wola Cyrusowa.
W marcu 2021 r. został w internetowym głosowaniu wybrany przez kibiców do jedenastki stulecia Rakowa.

## Sukcesy

### Klubowe

#### Legia Warszawa
- Puchar Polskiː 1996/1997
- Superpuchar Polskiː 1996/1997

#### Pogoń Szczecin
- Wicemistrzostwo Polskiː 2010/2011

### Indywidualne
- Najlepszy Zawodnik XI Memoriału im. Stefana Moskalewiczaː 2011